# Roland Schröder
Roland Schröder (17 agosto 1962) è un ex canottiere tedesco.

## Palmarès

### Olimpiadi
- 1 medaglia:
  - 1 oro (Seul 1988 nel quattro senza)

### Mondiali
- 2 medaglie:
  - 1 argento (Bled 1989 nell'otto)
  - 1 bronzo (Tasmania 1990 nell'otto)